# Saint-Léger-du-Malzieu
Saint-Léger-du-Malzieu è un comune francese di 216 abitanti situato nel dipartimento della Lozère nella regione dell'Occitania.

## Società

### Evoluzione demografica
Abitanti censiti